# البحرين في الألعاب الأولمبية الصيفية 1984
تنافست البحرين في دورة الألعاب الأولمبية للمرة الأولى في دورة الألعاب الأولمبية الصيفية 1984 في لوس أنجلوس بالولايات المتحدة. شارك عشر رياضيين كلهم ذكور في ثمانية أحداث في أربع رياضات.

## الخماسي الحديث
قالب:الخماسي الحديث في دورة الألعاب الأولمبية الصيفية 1984
شاركت البحرين بثلاثة رياضيين ذكور في مسابقة الخماسي الحديث في عام 1984.

### الفردي
- صالح سلطان فرج.
- عبد الرحمن جاسم.
- نبيل صالح مبارك.

### الجماعي
- صالح سلطان فرج.
- عبد الرحمن جاسم.
- نبيل صالح مبارك.

## الرماية
قالب:الرماية في دورة الألعاب الأولمبية الصيفية 1984

## السباحة
قالب:السباحة في دورة الألعاب الأولمبية الصيفية 1984

### 100 متر حرة رجال
- حمد بدر: 58.16 (لم يتأهل للدور التالي لاحتلاله المركز الحادي والستين).

### 100 متر فراشة رجال
- عيسى فاضل: 13.27 (لم يتأهل للدور التالي لاحتلاله المركز الثاني والخمسين).